# Paraguai nos Jogos Olímpicos de Verão da Juventude de 2010
O Paraguai participou dos Jogos Olímpicos de Verão da Juventude de 2010 em Singapura. Sua delegação foi formada por cinco atletas que competiram em quatro esportes.

## Atletismo
| Evento                        | Atleta        | Qualificação | Qualificação | Final      | Final        |
| Evento                        | Atleta        | Resultado    | Posição      | Resultado  | Posição      |
| ----------------------------- | ------------- | ------------ | ------------ | ---------- | ------------ |
| Arremesso de martelo feminino | Paola Miranda | 47,72        | 15º          | Não largou | -- (Final B) |

## Natação
| Evento               | Atleta                  | Qualificação | Qualificação | Semifinais  | Semifinais  | Final       | Final       |
| Evento               | Atleta                  | Resultado    | Posição      | Resultado   | Posição     | Resultado   | Posição     |
| -------------------- | ----------------------- | ------------ | ------------ | ----------- | ----------- | ----------- | ----------- |
| 50 m livre feminino  | Maria López Nery Huerta | 27.98        | 29º (1º q5)  | Não avançou | Não avançou | Não avançou | Não avançou |
| 200 m livre feminino | Maria López Nery Huerta | 2:11.60      | 35º (3º q2)  |             |             | Não avançou | Não avançou |

## Tênis
| Atleta                                      | Evento            | 1ª rodada                                     | Torneio de consolação                      | Torneio de consolação | Torneio de consolação | Torneio de consolação | Pos. final  |
| Atleta                                      | Evento            | 1ª rodada                                     | 1ª rodada                                  | Quartas-de-final      | Semifinais            | Final                 | Pos. final  |
| Atleta                                      | Evento            | Oponente Resultado                            | Oponente Resultado                         | Oponente Resultado    | Oponente Resultado    | Oponente Resultado    | Pos. final  |
| ------------------------------------------- | ----------------- | --------------------------------------------- | ------------------------------------------ | --------------------- | --------------------- | --------------------- | ----------- |
| Diego Galeano                               | Simples masculino | ITA Alessandro Colella D 1-2 (7-5, 2-6 e 3-6) | SVK Filip Horansky D 1-2 (6-4, 4-6 e 3-10) | Não avançou           | Não avançou           | Não avançou           | Não avançou |
| Veronica Cepede Ryog (cabeça-de-chave nº 6) | Simples feminino  | ROU Cristina Dinu D 0-2 (5-6 e 4-6)           | JPN Emi Mutaguchi D 0-2 (1-6 e 4-6)        | Não avançou           | Não avançou           | Não avançou           | Não avançou |

| Atleta                                           | Evento            | 1ª rodada                                                       | Quartas-de-final                                     | Semifinais                                          | Final                                                  | Pos. final |
| Atleta                                           | Evento            | Oponente Resultado                                              | Oponente Resultado                                   | Oponente Resultado                                  | Oponente Resultado                                     | Pos. final |
| ------------------------------------------------ | ----------------- | --------------------------------------------------------------- | ---------------------------------------------------- | --------------------------------------------------- | ------------------------------------------------------ | ---------- |
| Diego Galeano e VEN Ricardo Rodriguez            | Duplas masculinas | TPE Liang-Chi Huang JPN Yasutaka Uchiyama V 2-0 (6-4, 6-4)      | BRA Tiago Fernandes ARG Renzo Olivo V 2-0 (6-4, 6-4) | GBR Oliver Golding CZE Jiri Vesely D 0-2 (3-6, 2-6) | SVK Filip Horansky SVK Jozef Kovalik D 0-2 (5-7, 4-6)* | 4º         |
| Veronica Cepede Ryog e ARG Agustina Sol Eskenazi | Duplas femininas  | UKR Sofiya Kovalets UKR Elina Svitolina D 1-2 (2-6, 6-4 e 5-10) | Não avançou                                          | Não avançou                                         | Não avançou                                            | --         |

* Disputa pelo bronze.

## Tênis de mesa
| Atleta       | Evento            | Preliminares | Preliminares | Preliminares | 2ª fase consolação | 2ª fase consolação | 2ª fase consolação | Pos. final |
| Atleta       | Evento            | Grupo        | Confrontos | Pos.         | Grupo              | Confrontos | Pos.               | Pos. final |
| ------------ | ----------------- | ------------ | --- | ------------ | ------------------ | --- | ------------------ | ---------- |
| Axel Gavilán | Simples masculino | D            | SWE Hampus Soderlund D 2-3 (12-14, 11-9, 2-11, 11-9, 6-11) MRI Warren Li Kam Wa V 3-2 (11-9, 15-13, 11-13, 9-11, 11-4) CRO Luka Fučec D 2-3 (14-12, 3-11, 9-11, 11-9, 10-12) | 3º           | EE                 | IND Avik Das V 3-2 (11-7, 13-15, 11-5, 7-11, 11-8) ESA Luis Mejía V 3-0 (14-12, 11-6, 11-9) UZB Elmurod Holikov V 3-0 (11-8, 11-8, 11-9) | 1º                 | --         |

| Atleta                                                | Evento         | 1ª fase | 1ª fase                                                  | 1ª fase | Torneio de consolação     | Torneio de consolação     | Pos. final |
| Atleta                                                | Evento         | Grupo   | Confrontos                                               | Pos.    | 1ª rodada                 | 2ª rodada                 | Pos. final |
| ----------------------------------------------------- | -------------- | ------- | -------------------------------------------------------- | ------- | ------------------------- | ------------------------- | ---------- |
| Axel Gavilán e USA Ariel Hsing (Equipe Pan-América 1) | Equipes mistas | A       | Brasil D 1-2 (1-3, 3-1, 2-3) Japão D 0-3 (2-3, 0-3, 0-3) | 3º      | África 1 V 2-0 (3-0, 3-0) | Europa 6 D 0-2 (2-3, 1-3) | 21º        |